# Timothy Busfield
Timothy C. Busfield (Lansing (Michigan), 12 juni 1957) is een Amerikaans acteur, filmregisseur en filmproducent.

## Biografie
De vader van Busfield gaf les in drama aan de Michigan State University in East Lansing, en hij zocht als tiener regelmatig zijn vader op op zijn werk en kwam zo in aanraking met het acteren. Busfield ging drama studeren aan de East Tennessee State University in Johnson City (Tennessee), hier begon hij ook met het optreden bij een lokale theatergroep. Na zijn afstuderen in 1981 vertrok hij naar New York om zich te wijden op zijn acteercarrière.
Hij is getrouwd.

## Filmografie

### Films
Uitgezonderd korte films.
- 2022 The Independent - als Tom Mayfield
- 2017 Tenure - als Greg
- 2014 23 Blast – als Duncan
- 2013 Restless Virgins – als senator Whitman
- 2013 Nightcomer – als Marty
- 2012 Save the Date – als Benjie
- 2011 Beyond the Blackboard – als vertegenwoordiger van schooldistrict
- 2003 Stuck in the Middle with You – als ??
- 2003 National Security – als Charlie Reed
- 2002 Terminal Error – als Elliot
- 2002 Dead in a Heartbeat – als Franklin
- 2000 Wanted – als Fr. Donnelly
- 1999 The Darklings – als Clayton Shepherd
- 1999 Time at the Top – als Frank Shawson
- 1998 Dream House – als Richard Connor Thornton
- 1998 The Souler Opposite – als Robert Levin
- 1998 Erasable You – als Brian
- 1998 Carson's Vertical Suburbia – als Henry
- 1997 Buffalo Soldiers – als majoor Robert Carr
- 1997 Trucks – als Ray
- 1997 The Unspeakable – als Matthew Grissom
- 1997 What's Right with America – als ??
- 1997 When Secrets Kill – als detective Walter Ferrence
- 1996 First Kid – als Woods
- 1995 Kidnapped: In the Line of Duty – als Pete Honeycutt
- 1995 In the Shadow of Evil – als rechercheur Walt Keller
- 1994 Quiz Show – als Fred
- 1994 Little Big League – als Lou Collins
- 1994 Murder Between Friends – als John Thorn
- 1993 Striking Distance –als Tony Sacco
- 1993 Fade to Black – als professor Del Calvin
- 1993 The Skateboard Kid – als Frank
- 1992 Sneakers – als Dick Gordon
- 1992 Calendar Girl, Cop, Killer? The Bambi Bembenek Story – als Fred Schultz
- 1991 Strays – als Paul Jarrett
- 1989 Field of Dreams – als Mark
- 1987 Revenge of the Nerds II: Nerds in Paradise – als Arnold Poindexter
- 1984 Revenge of the Nerds – als Arnold Poindexter
- 1981 Stripes – als soldaat met mortier

### Televisieseries
Uitgezonderd eenmalige gastrollen.
- 2021 Marvel's Wastelanders: Old Man Star-Lord - als Peter Quill / Star-Lord - 10 afl.
- 2020 - 2021 For Life - als Henry Roswell - 22 afl.
- 2019 - 2020 Almost Family - als Ron Doyle - 6 afl.
- 2019 The Loudest Voice - als Neil Mullin - 2 afl.
- 2018 - 2019 Designated Survivor - als dr. Adam Louden - 5 afl.
- 2018 One Dollar - als oom Rich - 2 afl.
- 2015 Secrets and Lies - als John Garner - 4 afl.
- 2014 Sleepy Hollow - als Benjamin Franklin - 3 afl.
- 2012 - 2013 The Mob Doctor - als David Ellis - 2 afl.
- 2006 – 2007 Studio 60 on the Sunset Strip – als Cal Shanley – 22 afl.
- 1999 – 2006 The West Wing – als Danny Concannon – 28 afl.
- 2004 Without a Trace – als Ed Felder – 3 afl.
- 1996 Champs – als Tom McManus – 12 afl.
- 1994 The Byrds of Paradise – als Sam Byrd – 11 afl.
- 1987 – 1991 Thirtysomething – als Elliot Weston – 85 afl.
- 1984 – 1986 Trapper John, M.D. – als Dr. John McIntyre – 39 afl.
- 1983 ''Reggie – als Mark Potter – 6 afl.

### Filmregisseur
- 2022-2024 The Cleaning Lady - televisieserie - 4 afl.
- 2021-2023 FBI - televisieserie - 2 afl.
- 2021-2023 Chicago Med - televisieserie - 4 afl.
- 2023 Law & Order - televisieserie - 1 afl.
- 2022 FBI: Most Wanted - televisieserie - 1 afl.
- 2022 Marvel Wastelanders: Black Widow - televisieserie - 10 afl.
- 2020 The Conners - televisieserie - 1 afl.
- 2019 Dolly Parton's Heartstrings - televisieserie - 1 afl.
- 2019 Law & Order: Special Victims Unit - televisieserie - 2 afl.
- 2018 - 2019 Designated Survivor - televisieserie - 3 afl.
- 2019 Guest Artist - film
- 2018 The Rookie - televisieserie - 1 afl.
- 2017 - 2018 Nashville - televisieserie - 3 afl.
- 2015 - 2017 The Night Shift - televisieserie - 6 afl.
- 2017 This Is Us - televisieserie - 1 afl.
- 2016 Aquarius - televisieserie - 2 afl.
- 2016 Second Chance - televisieserie - 1 afl.
- 2015 Rosewood - televisieserie - 1 afl.
- 2015 Graceland - televisieserie - 1 afl.
- 2015 Secrets & Lies - televisieserie - 2 afl.
- 2014 Mind Games - televisieserie - 2 afl.
- 2013 Childrens Hospital - televisieserie - 2 afl.
- 2013 The Fosters - televisieserie - 2 afl.
- 2012 - 2013 The Client List - televisieserie - 3 afl.
- 2013 Wedding Band – televisieserie – 1 afl.
- 2012 Franklin & Bash – televisieserie – 1 afl.
- 2012 The Client List – televisieserie – 1 afl.
- 2012 Breaking In – televisieserie – 1 afl.
- 2012 Psych – televisieserie – 1 afl.
- 2011 Against the Wall – televisieserie – 1 afl.
- 2007 – 2011 Damages – televisieserie - 5 afl.
- 2010 - 2011 The Glades – televisieserie – 3 afl.
- 2011 Love Bites – televisieserie – 1 afl.
- 2011 Normal – film
- 2010 The Defenders – televisieserie – 1 afl.
- 2010 No Ordinary Family – televisieserie – 1 afl.
- 2010 Outlaw – televisieserie – 1 afl.
- 2010 Mercy – televisieserie – 1 afl.
- 2010 the Deep End – televisieserie – 2 afl.
- 2009 White Collar – televisieserie – 1 afl.
- 2009 Lie to Me – televisieserie – 1 afl.
- 2009 Maneater – miniserie – 2 afl.
- 2008 Lipstick Jungle – televisieserie – 8 afl.
- 2008 The Ex List – televisieserie – 1 afl.
- 2008 Canterbury's Law – televisieserie – 1 afl.
- 2003 – 2007 Las Vegas – televisieserie – 8 afl.
- 2006 – 2007 Studio 60 on the Sunset Strip – televisieserie – 6 afl.
- 2004 – 2006 Without a Trace – televisieserie – 8 afl.
- 2004 Summerland – televisieserie – 1 afl.
- 2004 Good Girls Don't... – televisieserie - ? afl.
- 2004 Joan of Arcadia – televisieserie – 1 afl.
- 2003 Miss Match – televisieserie - 1 afl.
- 2003 American Dreams – televisieserie – 1 afl.
- 2003 The Lyon's Den – televisieserie – 1 afl.
- 2001 – 2003 Ed – televisieserie – 9 afl.
- 2002 That's Life – televisieserie – 1 afl.
- 2001 Danny – televisieserie - ? afl.
- 2001 Lizzie McGuire – televisieserie – 1 afl.
- 2001 First Years – televisieserie - ? afl.
- 2000 – 2001 Rude Awakening – televisieserie – 3 afl.
- 2000 Sports Night – televisieserie – 2 afl.
- 2000 Cover Me: Based on the True Life of an FBI Family – televisieserie - ? afl.
- 1990 – 1991 Thirtysomething – televisieserie – 3 afl.

### Filmproducent
- 2024 The Cleaning Lady - televisieserie - 6 afl.
- 2019 Guest Artist - film
- 2017 Tenure - film
- 2015 One Smart Fellow - korte film
- 2015 Secrets & Lies - televisieserie - 10 afl.
- 2014 Mind Games - televisieserie - 8 afl.
- 2009 Maneater – miniserie – 2 afl.
- 2008 – 2009 Lipstick Jungle – televisieserie – 17 afl.
- 2004 – 2006 Without a Trace – televisieserie – 47 afl.
- 2001 – 2003 Ed – televisieserie – 44 afl.

- Biblioteca Nacional de España: XX1288770
- Bibliothèque nationale de France: cb14160473f (data)
- Gemeinsame Normdatei: 1017566291
- International Standard Name Identifier: 0000 0001 1935 4624
- Library of Congress Control Number: no99064527
- Virtual International Authority File: 64215257
- WorldCat: E39PBJcC3CyBv8DF8KHqj7C84q